# Thèta
De thèta (hoofdletter Θ, kleine letter θ of ϑ, Grieks: θήτα), is de achtste letter van het Griekse alfabet. θ´ is het Griekse cijfer voor 9, θ voor 9000.
De thèta is in het klassiek Grieks uitgesproken als /t̪ʰ/, zoals in thee. Tegenwoordig wordt hij uitgesproken als de th in het Engelse think.

## Gebruik
- Hoek in de wiskunde.
  - In sferische coördinaten stelt de thèta de hoek met de verticaal voor.
- In de geneeskunde wordt dit symbool gebruikt als afkorting voor therapie.
- De kleine letter thèta wordt in de natuurkunde gebruikt als aanduiding voor de celsiustemperatuur.
- In de meteorologie staat de kleine letter thèta voor de potentiële temperatuur.
- Thèta wordt ook gezien als het symbool van het eind of de dood.